# Time travel (canción)
«Time travel» —en español: «Viaje del tiempo»— es una canción de la banda estadounidense Never Shout Never. Fue lanzada como primer sencillo de su tercer álbum de estudio, Time travel, el 22 de julio de 2011. «Time travel» fue escrita por Christofer Drew, vocalista y guitarrista de Never Shout Never.

## Video musical
Antes del lanzamiento del videoclip oficial de la canción, se publicó uno animado en la cuenta de YouTube de Never Shout Never, el cual muestra dibujos sobre la temática de la canción y la letra de la misma. El segundo video musical de «Time travel» fue dirigido por Christofer Drew y estrenado el 20 de septiembre de 2011 en AOL Music. En él se muestra a la banda interpretar la canción.
Otro video en el que se utiliza la canción, es el que Chris Drew hizo para conseguir donaciones para la reconstrucción de su ciudad natal, Joplin, la cual se vio afectada por un tornado en 2011.

## Lista de canciones
| Descarga digital |               |          |  |
| N.º              | Título        | Duración |  |
| 1.               | «Time travel» | 5:33     |  |